# تحت أزهار الليلك
تحت أزهار الليلك هي رواية للأطفال كتبتها الروائية الأمريكية لويزا ماي ألكوت ظهرت الطبعة الأولى منها عام 1878م.

## الحبكة
الرواية تتحدث عن طفل (بن براون) كان يعيش حياة مثيرة في السيرك. هرب من السيرك مع كلبه (سانشو). واختبأ في حضيرة وبينما كانت الطفلتان (باب) و(بيتي) تلعبان بالدمى إذ ظهر كلب مجهول وسرق كعكتهما. وجدت الطفلتان الكلب مختبأً مع صاحبه الهارب من السيرك بن في حضيرة بيتهم الخاص. وبعد هروبه من السيرك وجد بن عائلة ومدرسة وعملا. اكتشفت العائلة أن بن كان سائس خيول، حصل بن بعدها على عمل في حقل مجاور، حيث صار يعتني بمجموعة من الأبقار والخيول. اكتشف بن فيما بعد أن والده الذي أحبه كثيرا قد توفي، تساعده الآنسة (سيليا) على تجاوز محنته.